# Ernst Lindner
Ernst Lindner (11 de marzo de 1935-11 de octubre de 2012) fue un futbolista alemán.
Lindner jugó seis partidos con la selección de la Alemania Democrática.
Fue el pichichi de la DDR-Oberliga en la temporada de 1956. En total, marcó 41 goles en toda su carrera.

## Clubes
| Club                   | País | Año       |
| ---------------------- | ---- | --------- |
| BSG Lokomotive Stendal | RDA  | 1952–1954 |
| SC Lokomotive Leipzig  | RDA  | 1954–1955 |
| BSG Lokomotive Stendal | RDA  | 1956–1957 |
| Stuttgarter Kickers    | RDA  | 1957–1958 |
| BSG Lokomotive Stendal | RDA  | 1958–1971 |